# Pretty Eagle
El cap Pretty Eagle (1846–1903) va ser un cap guerrer i diplomàtic i de la Nació Crow. Va néixer en 1846 prop de l'actual Crow Agency a Montana en la divisió Crow de la Muntanya dels indis Crow, una de les tres principals divisions que componien la nació. Durant i després de la seva vida fou conegut per la seva destresa com a cap de guerra i la seva devoció al seu poble, sovint viatjant a Washington DC amb delegacions crow per discutir i lluitar pels drets crow, incloent els drets a la terra. Durant la seva vida va tenir 19 esposes, molts dels quals eren matrimonis temporals que probablment no duressin molt de temps.

## Cap de guerra
Pretty Eagle ja era un cap dels crow quan l'exèrcit dels Estats Units va començar a fer negocis organitzats en el que és avui dia Montana i Wyoming, que incloïa el territori tradicional del poble crow que van travessar la frontera dels dos estats. Pretty Eagle era membre de la societat guerrera guineu (I’axuxke) i del clan Piegan (Ackyā’mne) dels crows. El clan piegan pren el seu nom de la nació índia piegan, part de la confederació blackfoot i enemics de tota la vida de la nació crow. Com a guerrer Pretty Eagle era ben conegut i venerat pels seus molts actes de guerra realitzats contra els enemics tradicionals dels crow com els sioux i pawnees. Pretty Eagle va acumular suficients fets de guerra específics o cops per ser considerat un cap de guerra pel seu poble.

## Relació amb el govern dels Estats Units

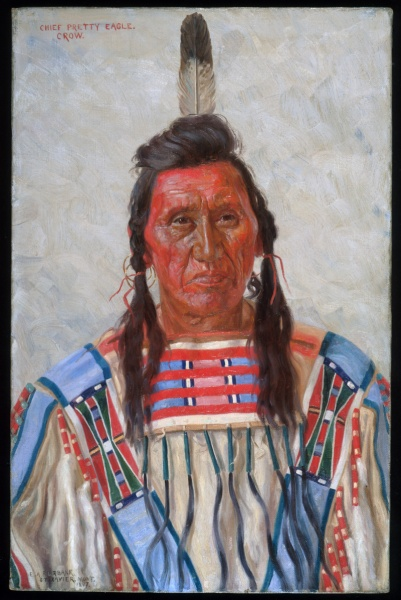
Retrat de Pretty Eagle per E.A Burbank, 1897

Pretty Eagle, com molts altres guerrers crows, va oferir els seus serveis com un explorador indi per a l'exèrcit dels Estats Units. Pretty Eagle, juntament amb el famós cap Plenty Coups acordaren que era millor treballar amb el govern invasor dels Estats Units en lloc de lluitar contra ells. L'aliança recentment formada entre els enemics tradicionals crow: sioux, xeiene i arapahos fou en gran manera un factor en les decisions crows per ajudar el govern dels Estats Units. Els crow eren intercalats entre enemics per tot arreu i sentien que l'Exèrcit dels Estats Units podria oferir-los protecció i, per tant, també ser un enemic menys contra qui defensar-se. Pretty Eagle sovint acompanyat d'altres caps crow importants enviaren delegacions a Washington DC per discutir qüestions relacionades amb els drets crow. En 1880 va acompanyar a la delegació dels crow que es va reunir amb el president Rutherford B. Hayes per parlar contra la venda de terres de la reserva Crow i la construcció del Ferrocarril Chicago, Burlington i Quincy que tenia rutes que passen per la reserva índia Crow. Pretty Eagle va donar suport al pasturatge de bestiar i al conreu de fenc en terres crow per vendre als grangers blancs com a mitjà d'ingressos i dependència després de la desaparició dels ramats de bisons.

## Mort i enterrament
Pretty Eagle va morir l'11 de novembre de 1903. Les seves restes van ser col·locats en una caixa de vagó en lloc del catafalc més comú i tradicional. Durant l'any 1900 les seves restes, juntament amb altres seixanta crows van ser exhumades del seu lloc de descans al llarg del riu Bighorn pel Dr. W. A Russell i venudes a diversos museus dels EUA per un preu de 500 dòlars.

## Re-enterrament i recuperació
Les restes de Pretty Eagle foren retornats a la Nació Crow 72 anys després que fossin exhumats gràcies als esforços de Hugh White Clay i la Comissió Cultural Crow. Les seves restes van ser enterrades de nou el 4 de juny de 1994, a Pretty Eagle Point, un lloc nomenat en honor seu, amb vistes al Canó de Bighorn. Es va usar un travois tirat per de cavalls fet de pals de fusta i pell de bisó per portar les seves restes al seu actual lloc de descans. La data de la inhumació s'ha convertit en una data de celebració per al poble Crow i sovint es posen ofrenes en la tomba.